# Canadá en los Juegos Olímpicos de Sarajevo 1984
Canadá estuvo representado en los Juegos Olímpicos de Sarajevo 1984 por un total de 67 deportistas que compitieron en 8 deportes.  
El portador de la bandera en la ceremonia de apertura fue el patinador de velocidad Gaétan Boucher.

## Medallistas
El equipo olímpico canadiense obtuvo las siguientes medallas:
| Nombre         | Deporte               | Competición  |
| -------------- | --------------------- | ------------ |
| Oro            |                       |              |
| Gaétan Boucher | Patinaje de velocidad | 1000 m M     |
| Gaétan Boucher | Patinaje de velocidad | 1500 m M     |
| Plata          |                       |              |
| Brian Orser    | Patinaje artístico    | Individual M |
| Bronce         |                       |              |
| Gaétan Boucher | Patinaje de velocidad | 500 m M      |